# El Rancho (Kalifornia)
El Rancho – jednostka osadnicza w Stanach Zjednoczonych, w stanie Kalifornia, w hrabstwie Tulare.